# Refug

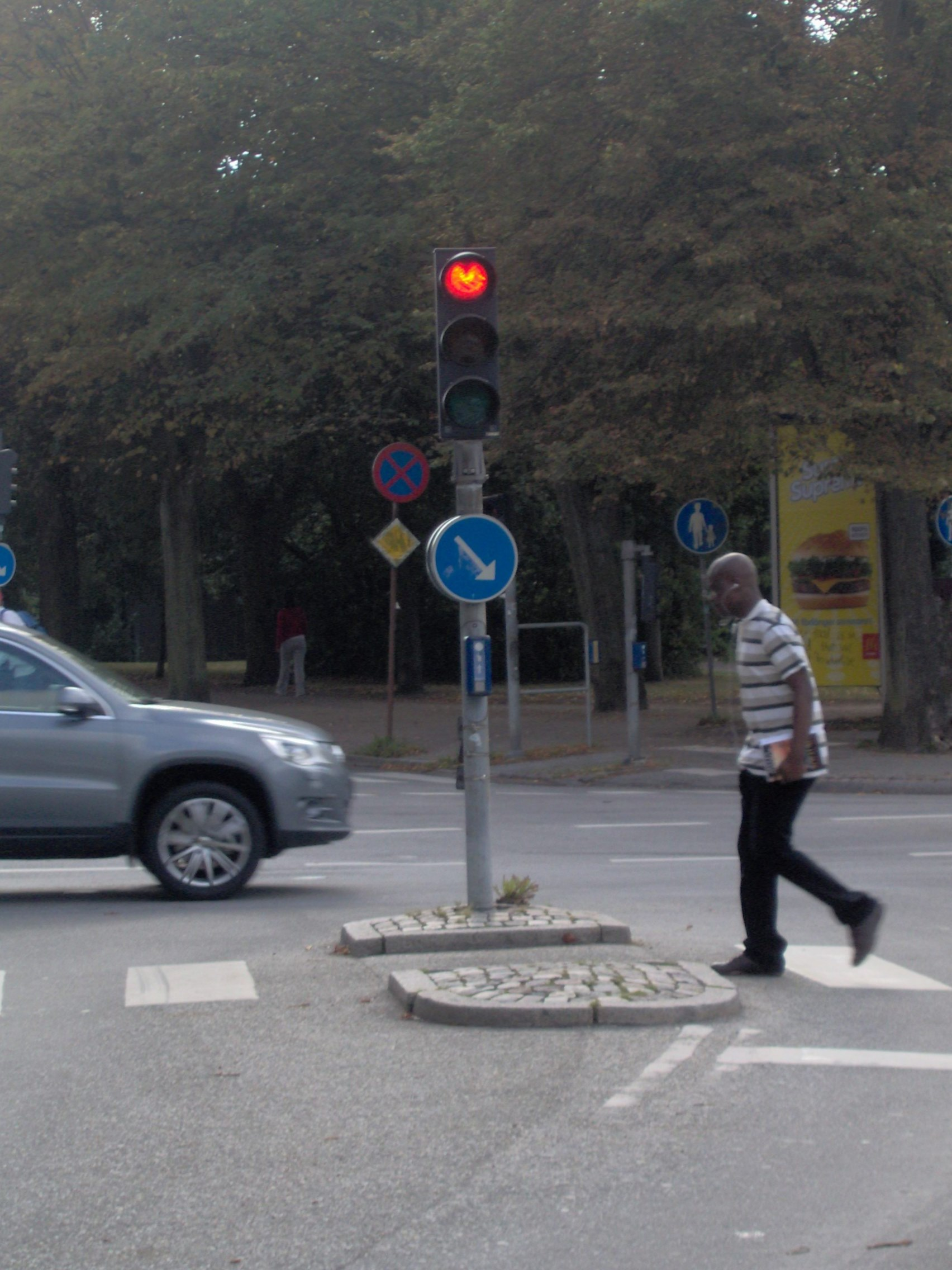
En refug som delar körfälten i två

Refug, från latinets refugium, som betyder "tillflyktsort", är en upphöjning i vägbanan som avgränsar olika körfält och alltså visar vilket/vilka körfält fordonet ska ligga i. Refugens kanter är oftast satta i kantsten. En refug kan ibland vara till hjälp på en bred, hårt trafikerad väg som "mellanstation" när fotgängare ska korsa gatan. Refuger används ofta i dolda korsningar så att inte fordon tar svängen för brett via mötande fordons körfält vilket blir en situation med risk för krock.